# Blámansfjall
De Blámansfjall is een berg die ligt op het eiland Eysturoy, Faeröer. De berg heeft een hoogte van 790 meter.